# Beechcraft Model 17 Staggerwing
El Beechcraft Model 17 Staggerwing fue un biplano con cabina cerrada de cuatro/cinco plazas estadounidense que voló por primera vez en 1932.

## Desarrollo

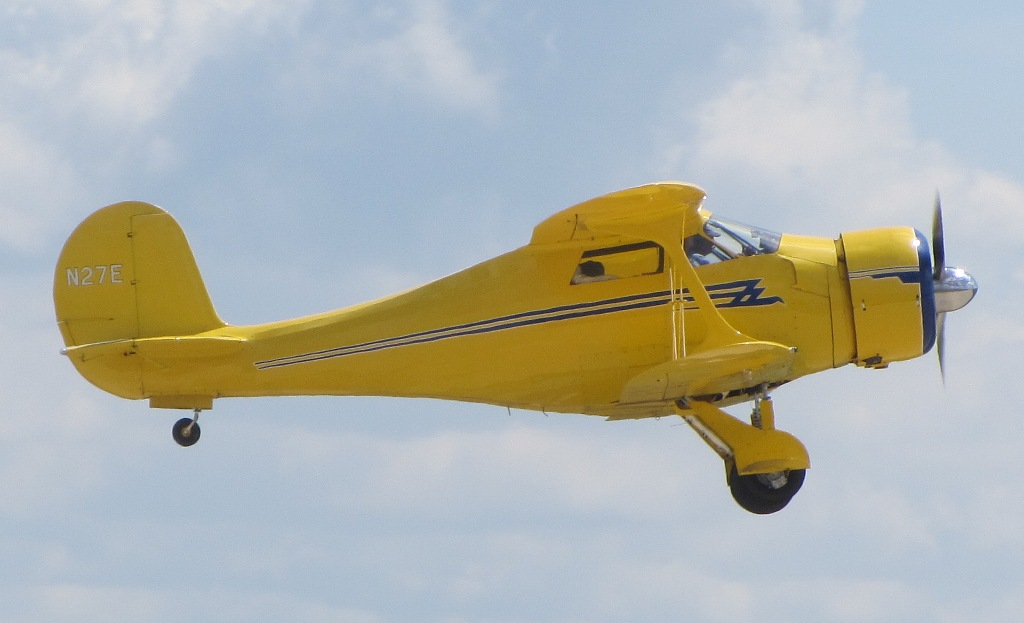
Beechcraft D17S Staggerwing.

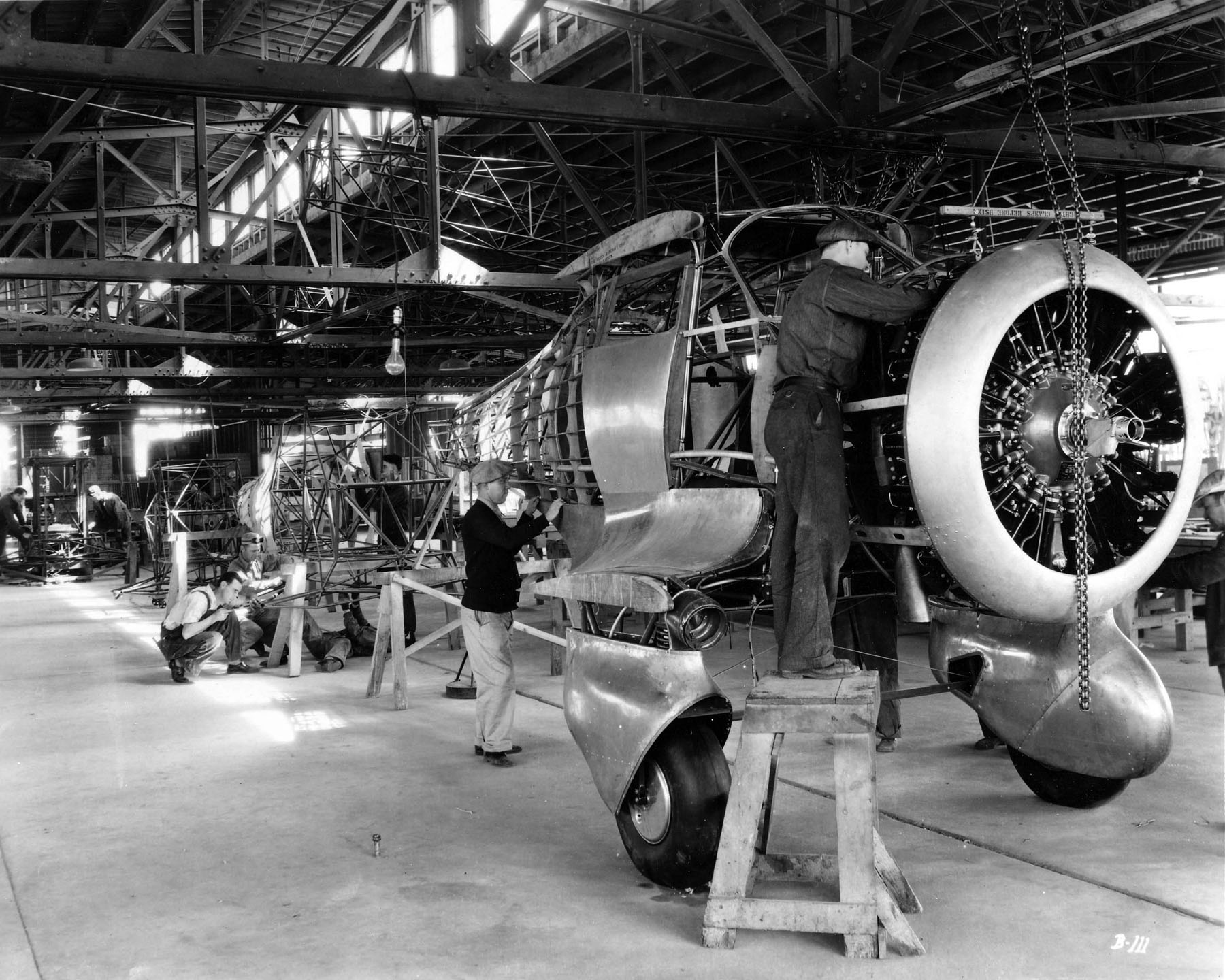
Línea de ensamblaje al comienzo de la producción del Staggerwing (nótese el tren de aterrizaje fijo).

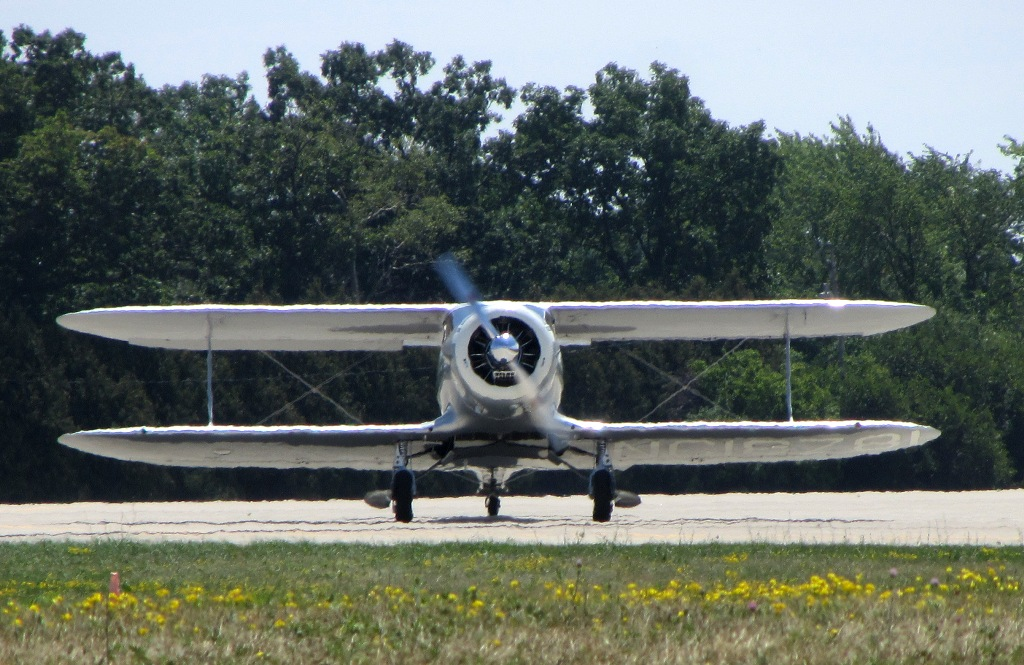
Model F17D Staggerwing.

En plena Gran Depresión, el ejecutivo Walter Herschel Beech, propietario de la empresa aeronáutica Beech Aircraft Corporation, y el diseñador de aviones Ted A. Wells, se unieron para colaborar en el proyecto de un nuevo avión. El Beech Model 17R, del que solamente se construyeron dos unidades, del que se constató que las elevadas prestaciones de este aeroplano sólo eran aptas para pilotos experimentados, por lo que era inadecuado para el segmento del mercado más amplio que se estaba buscando.
Popularmente conocido como Staggerwing (ala decalada), voló por primera vez el 4 de noviembre de 1932. La inusual configuración de sus alas (la superior retrasada respecto a la inferior) y su forma maximizaban la visibilidad del piloto, y proporcionaba estabilidad ante una entrada en pérdida. La estructura del fuselaje era de tubo de acero soldado, con recubrimiento de tela. Su tren de aterrizaje retráctil, poco común en su época, junto a que disponía de una cabina cerrada para el piloto y tres o cuatro pasajeros, combinado con su poco peso y el motor radial Wright R-975-E2, ayudaron a que tuviera un rendimiento significativamente superior a otros diseños de biplanos.
Después se lanzaron otras variantes al mercado con diversas mejoras, como las de tendencia a hacerlo más manejable en tierra, con una separación más amplia de las patas. Sin embargo, el modelo que llevó a la compañía a una aceptación mayor por parte del mercado llegó con el Model B17L, que voló por primera vez en febrero de 1934. En este avión se introdujo un plano inferior de nuevo diseño, con un perfil más grueso que permitía disponer del suficiente espacio para alojar totalmente el tren de aterrizaje (en los modelos anteriores, no era así); asimismo, la instalación de un motor radial Jacobs L-4 de 224 hp contribuyó a mejorar la manejabilidad, manteniendo una gama de velocidades de entre 72 y 282 km/h.
A partir de entonces se construyeron una amplia gama de Staggerwing, tanto para uso civil como militar, siendo mejorados continuamente y a los que se incorporaron, a lo largo de los años, toda una serie de diferentes motores. Entre las versiones civiles, destacaron los Model B17, C17, D17, E17 y F17; todas ellas anteriores a la guerra. El D17 tenía un fulelaje alargado que mejoraba el aterrizaje, al incrementarse la sustentación generada por el timón de profundidad. Recolocaron los alerones de las alas superiores, eliminando la interferencia en el flujo de aire de los flaps. Se mejoró el sistema de frenado, añadiendo un freno operado con un pedal sincronizado con el timón. Estas modificaciones mejoraron el rendimiento general del avión.
Ya en los primeros años de la posguerra, salió al mercado el muy mejorado Model G17S, del que se fabricaron bajo pedido especial solo 20 ejemplares.

### Uso militar
En 1939, el Cuerpo Aéreo del Ejército de los Estados Unidos se vio en la necesidad de adquirir un pequeño avión de enlace, por ello compró para su evaluación tres unidades del Model D17, bajo la designación YC-43. Sin embargo, hubo que esperar hasta 1941-42, cuando comenzó la expansión de las USAAF, para recibir el primer pedido de fabricación en serie. En total se produjeron 207 Beech 17 con la designación UC-43, propulsados por motores Pratt & Whitney R-985-AN-1 de 450 hp. Además, cuando los Estados Unidos entraron en la II Guerra Mundial, fueron requisados 118 Model 17 civiles, entre los que estuvieron comprendidos variantes que más abajo se relacionan.

## Historia operacional
Las ventas comenzaron lentamente. La etiqueta de altos precios de los primeros Staggerwing (entre 14 000 y 17 000 dólares estadounidenses, dependiendo del tamaño del motor) ahuyentaban a los potenciales compradores en un ya deprimido mercado de aviones civiles. Sólo se vendieron 18 Model 17 en 1933, el primer año de producción, pero las ventas aumentaban constantemente. Cada Staggerwing se fabricaba personalizado a mano. La lujosa cabina, forrada en cuero y mohair, acomodaba hasta cinco pasajeros. Finalmente, el Staggerwing captó una parte sustancial del mercado de aviones de pasajeros. Al comienzo de la Segunda Guerra Mundial, Beechcraft había vendido más de 424 Model 17.

### Carreras aéreas

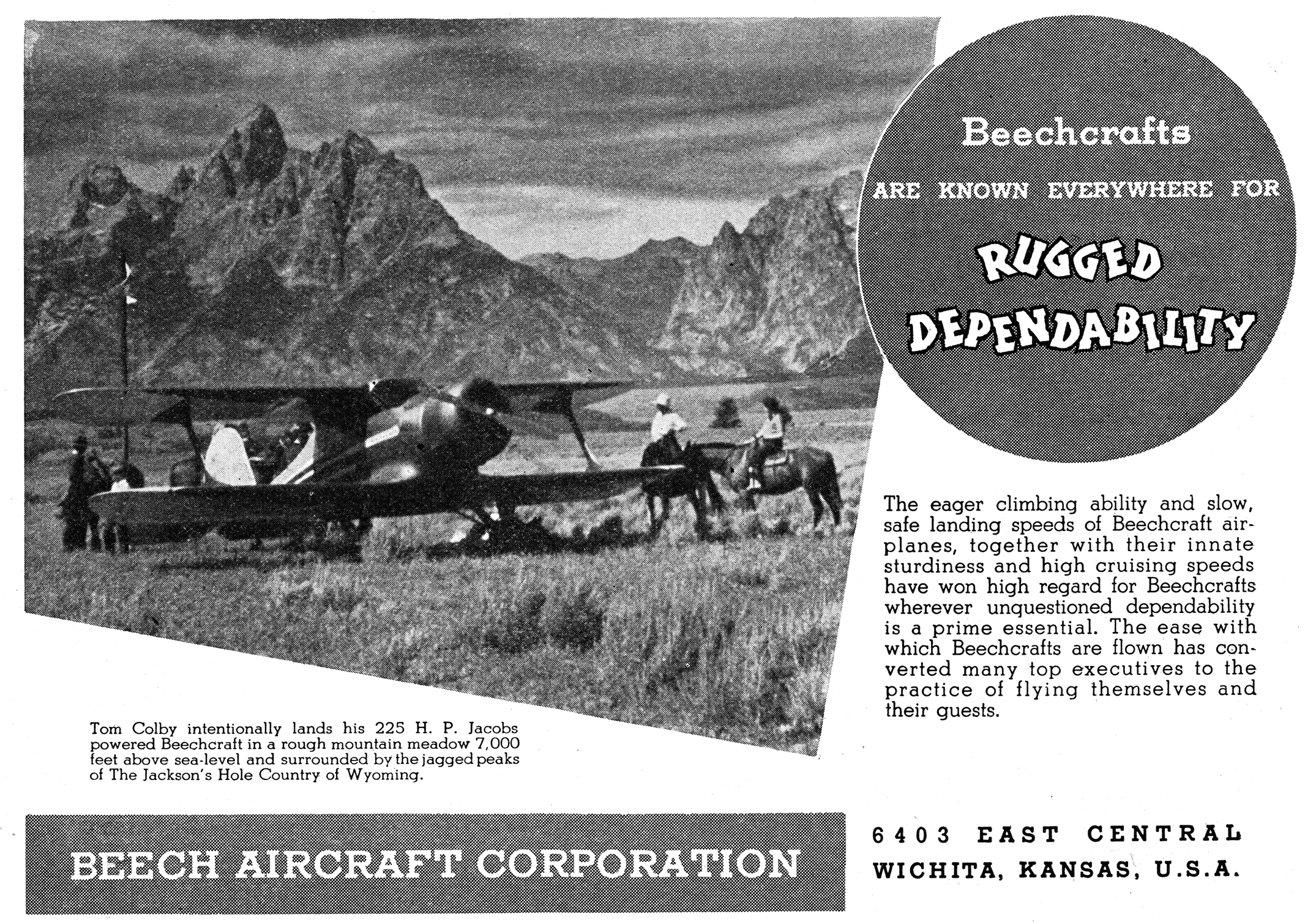
Anuncio de 1937 del Beech Model 17 Staggerwing.

La velocidad del Staggerwing lo hizo popular entre los competidores aéreos de los años 30. Una de las primeras versiones del Model 17 ganó la Texaco Trophy Race de 1933. En 1935, un diplomático británico, el Capitán H.L. Farquhar, voló exitosamente alrededor del mundo en un Model B17R, viajando 34 331 km desde Nueva York a Londres, por Siberia, el Sudeste Asiático, Oriente Medio, Norteáfrica y vuelta a través de Europa.
Louise Thaden y Blanche Noyes ganaron el trofeo Bendix de 1936 en un Model C17R Staggerwing. Thaden también ganó el Harmon Trophy por sus propios logros. Jackie Cochran estableció un récord de velocidad para mujeres de 328,1 km/h, a una altitud récord de más de 9144 m (30 000 pies), y acabó tercera en la Bendix Trophy Race de 1937, todo ello en un Model D17W Staggerwing especial. El avión también realizó una impresionante demostración en la carrera Bendix de 1938.
En 1970, debido a una disputa con la clase de carreras T-6, las Reno National Air Races invitaron a cinco Staggerwing para realizar una carrera de demostración. Dos modelos G y dos modelos D17 compitieron. Los cinco pilotos fueron Bryant Morris, Bert Jensen, Don Clark, Noel Gourselle, y Phil Livingston, el único piloto en tener experiencia previa de competición en la clase T-6. la carrera resultó perfecta, con cobertura del ABC Wide World of Sports, pero los protestantes competidores de T-6 impidieron que la clase se disputase en futuras competiciones alegando razones de seguridad.

### Segunda Guerra Mundial

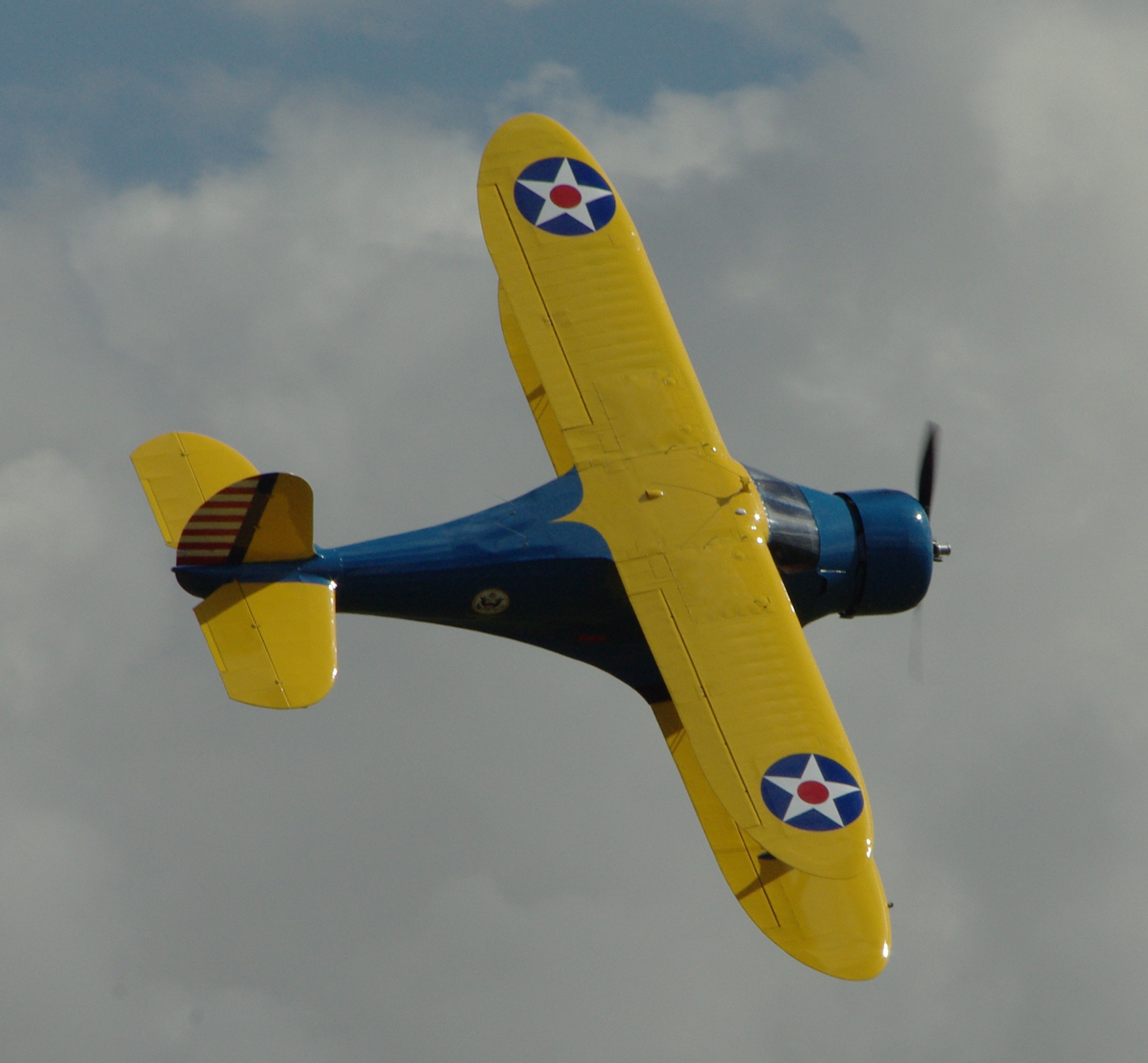
YC-43 Traveler.

Antes de la Segunda Guerra Mundial, una cantidad de Model B17L fueron puestos en servicio como bombarderos por las FARE, las fuerzas aéreas de la Segunda República Española, durante la guerra civil española. China ordenó una cantidad de Staggerwing para usarlos como aviones ambulancia en su lucha contra el Imperio japonés. Finlandia tuvo un C17L como avión de enlace entre 1940 y 1945. El 2 de octubre de 1941, Beech envió por barco un D17S con camuflaje especial para el Prince Bernhard of Lippe, que estaba exiliado en Londres tras la invasión alemana de los Países Bajos. Lo usó en trabajos con los refugiados en y alrededor de Londres.
El Beech UC-43 Traveler fue una versión ligeramente modificada del Staggerwing. A finales de 1938, el Cuerpo Aéreo del Ejército de los Estados Unidos compró tres Model D17 para evaluarlos como aviones de enlace ligeros. Fueron designados YC-43. Tras un corto programa de pruebas de vuelo, los YC-43 partieron hacia Europa para servir como aviones de enlace con los agregados aéreos de Londres, París y Roma.
A principios de la Segunda Guerra Mundial, se hizo aparente la necesidad de un avión de transporte de tipo ejecutivo compacto o mensajero, y, en 1942, las Fuerzas Aéreas del Ejército de los Estados Unidos ordenaron los primeros 270 Model 17 para servir dentro y fuera de los Estados Unidos como UC-43. Diferían del modelo comercial sólo en detalles menores. Para cubrir las urgentes necesidades de guerra, el gobierno también compró o alquiló (requisó) "Staggerwing" adicionales a propietarios privados, incluyendo 118 más para las Fuerzas Aéreas del Ejército más otros para la Armada de los Estados Unidos. En el servicio con la Armada, los aviones fueron designados GB-1 y GB-2. La Real Fuerza Aérea británica y la Marina Real Británica adquirieron 106 "Traveller Mk. I" (el nombre británico usa la doble "l" de la ortografía inglesa) a través del acuerdo Préstamo-Arriendo para cubrir su propia necesidad de transportes de personal ligeros.
Los UC-43 de producción diferían en detalles menores de los YC-43 de pruebas de servicio. Dos características externas distinguibles del UC-43 son las antenas circulares del radiogoniómetro automático montadas entre el tren de aterrizaje principal y las luces de aterrizaje, cerca de las puntas alares inferiores. Estaban todos propulsados por el motor R-985 de 450 hp (336 kW).

### Posguerra
Tras el final de la guerra, Beech convirtió inmediatamente sus capacidades de fabricación de vuelta a la producción de aviones civiles, realizando una última versión del Staggerwing, el Model G17S. Construyeron 16 aviones, que vendieron a 29 000 dólares la unidad. Noruega vendió un D17S a Finlandia en 1949, que usó la Fuerza Aérea Finlandesa de 1950 a 1958.
El ligero Beechcraft Bonanza de cola en V, un potente avión de cuatro pasajeros de lujo, pronto reemplazó al venerable Staggerwing en la línea de producción de Beech, a un tercio de su precio. El Bonanza era un avión más pequeño y con menos potencia, pero llevaba a cuatro personas a la misma velocidad que el Staggerwing. Beechcraft vendió el 785.º y final Staggerwing en 1948, y lo entregó en 1949.

### Elogio crítico
En marzo de 2003, la revista Plane & Pilot nombró al Staggerwing uno de sus Diez Mejores Aviones Favoritos de Todos los Tiempos.
En el número de abril de 2007 de la revista AOPA Pilot, se informó que el Staggerwing había sido votado por cerca de 3000 miembros de la AOPA como el Avión Más Bonito: "Los miembros dicen que tiene el equilibrio perfecto entre 'fortaleza muscular y delicada gracia', y lo calificaron altamente por sus 'clásicas líneas y simetrías'".
El número de noviembre de 2012 de la revista Aviation History escalafonó el Staggerwing como quinto en su lista de 12 Aviones Más Bonitos de Mundo. Declarando que "Algunos pueden pensar que 'el Stag' es desgarbado, con las alas retrasadas y todo lo demás, y a pesar de todo se ha convertido en el principal ejemplo de belleza de época" y "...el ala superior retrasada permite que el parabrisas sea grande y muy inclinado, que es también un elemento clave de lo que algunos han llamado un clásico art deco".

## Variantes
| Modelo Designación | Número Producido         |
| ------------------ | ------------------------ |
| 17R                | 2                        |
| A17F               | 1                        |
| A17FS              | 1                        |
| B17B               | 2                        |
| B17E               | 4                        |
| B17L               | 46                       |
| B17R               | 15                       |
| C17B               | 39                       |
| C17E               | 2                        |
| C17L               | 6                        |
| C17R               | 17                       |
| D17A               | 8                        |
| D17R               | 27                       |
| D17S               | 67 civiles 412 militares |
| D17W               | 2                        |
| E17B               | 54                       |
| E17L               | 1                        |
| F17D               | 60                       |
| G17S               | 20                       |
| Total              | 785                      |

17
Prototipo con tren de aterrizaje fijo, voló por primera vez el 4 de noviembre de 1932.
Para 1934, Beechcraft había diseñado cuatro modelos: el 17R (motor Curtiss-Wright de 420 hp); el A17F (motor Curtiss-Wright de 690 hp); el A17FS (motor Curtiss-Wright de 710 hp); y el B17L (motor Jacobs de 225 hp). Todos los modelos tenían tren de aterrizaje fijo, salvo el B17L, que tenía un sistema retráctil neumático. De los diferentes modelos, el B17L resultó cumplir mejor las demandas del mercado y se convirtió en el primer modelo de producción.
B17
Primer modelo en producción, fabricado de marzo de 1934 a marzo de 1936.
C17
Fabricado entre 1936 y 1937.
D17
Fabricado de marzo de 1937 a 1945 (tras 1941, todo son modelos militares).
E17
Fabricado de marzo de 1937 a 1941.
F17
Fabricado de abril de 1938 a 1941.
G17
Fabricado de 1946 a 1948.
Tachikawa-Beechcraft C17E Light Transport
20 aparatos construidos bajo licencia de producción en Japón, por Tachikawa, más dos ensamblados con partes importadas por Dai Nihon Koku KK. Manshu, Chuka Koku y agencias como los cuarteles generales de la Policía Provincial.

### Designaciones militares

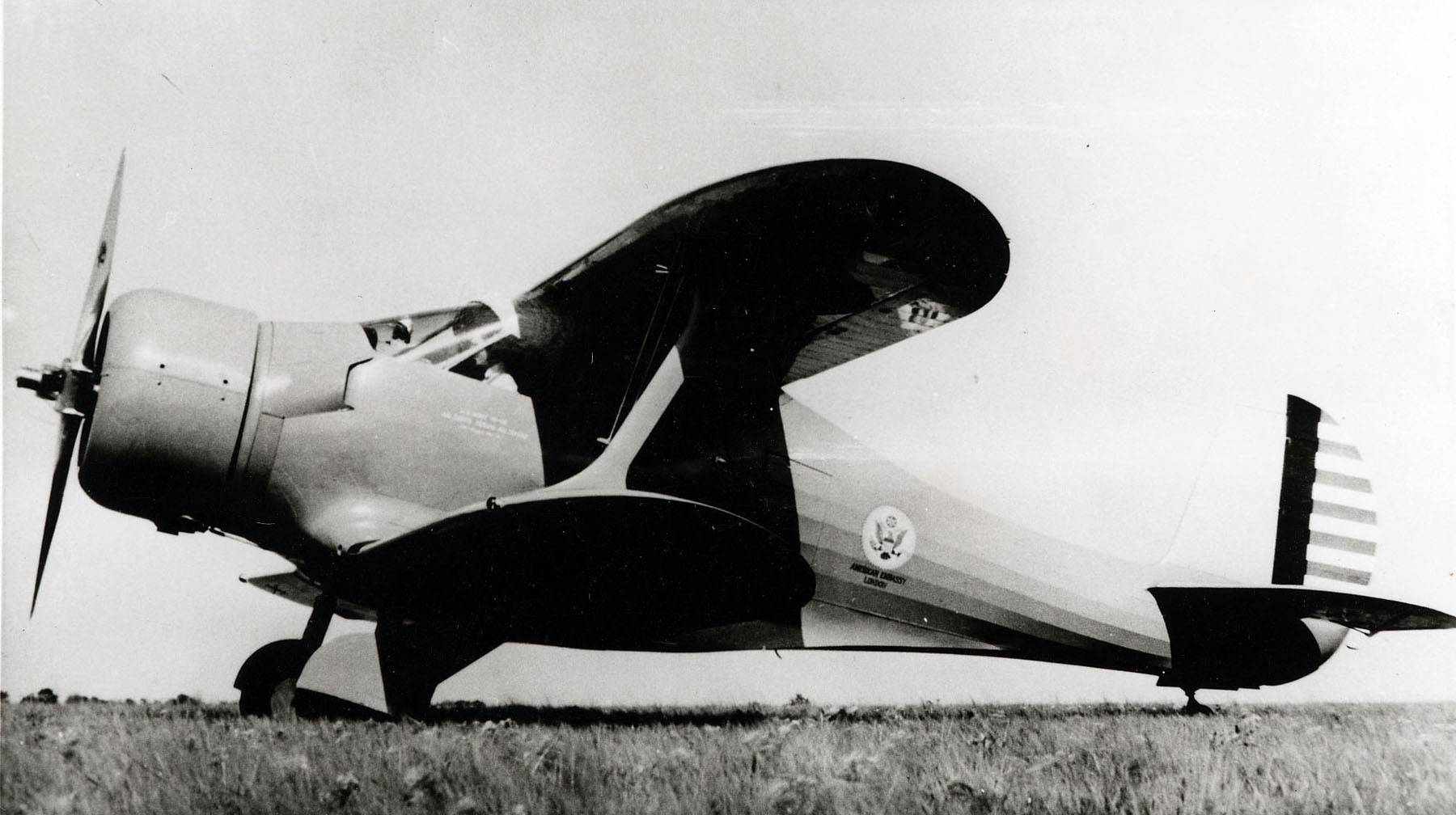
YC-43 (S/N 39-139) asignado a la Embajada Estadounidense en Londres Inglaterra.

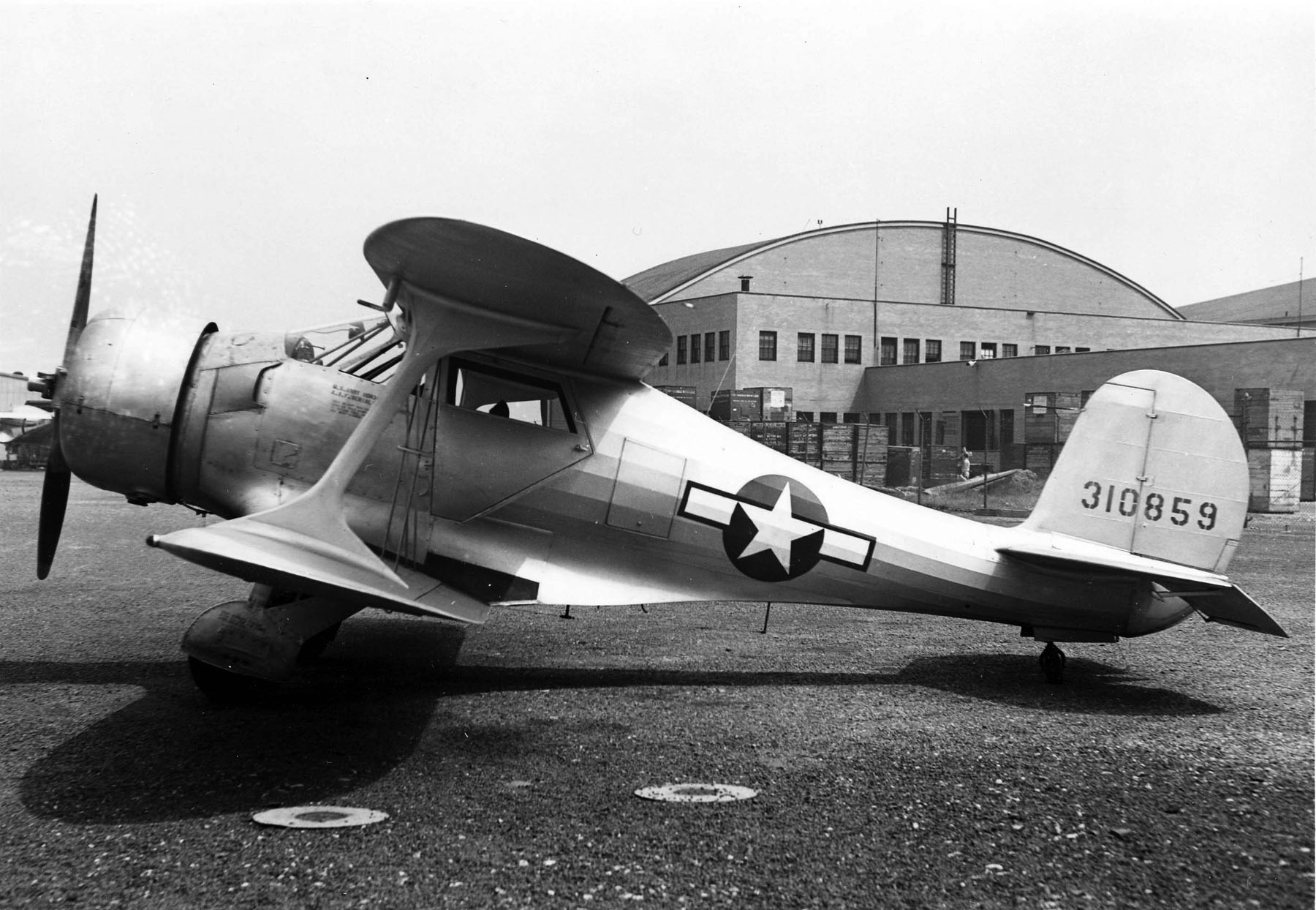
UC-43 s/n 43-10859.

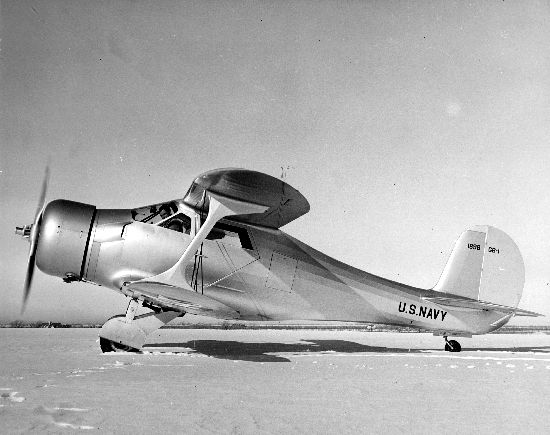
GB-1 Traveler.

YC-43
Tres aparatos modelo D17S con motores R-985-17 de 450 hp, evaluados por el Cuerpo Aéreo del Ejército de los Estados Unidos.
UC-43 Traveler
Versión de producción con motor R-985-AN-1 de 450 hp. Se encargaron 75 aparatos para el USAAC y otros 63 para la Armada de los Estados Unidos, conocidos como GB-1, posteriormente 132 aviones se transfirieron de la Armada al USAAC.
UC-43A
Modelo D17R con motor R-975-11 de 440 hp. 13 unidades entraron en servicio.
UC-43B
13 unidades del modelo D17S con motor R-985-17 con 450 hp.
UC-43C
37 aparatos del modelo F17D con motor R-915-1 con 300 hp.
UC-43D
31 aeronaves del modelo E17B con motor R-830-1 con 285 hp.
UC-43E
Modelo C17R con motor R-975-11, de los que cinco ejemplares entraron en servicio.
UC-43F
Un aparato D17A con motor R-975-3.
UC-43G
10 unidades del C17B con motor R-830-1.
UC-43H
Tres aparatos B17R con motor R-975-11 de 440 hp.
UC-43J
Tres aviones C17L con motor R-755-1 con 225hp.
UC-43K
Una unidad modelo D17W. Este aparato fue originalmente fabricado en 1937 para la aviadora Jacqueline Cochran. Cochran voló el avión en 1937 en la carrera Bendix Cross-Country y terminó primera en la División Femenina, y tercera en la general. También consiguió el Récord Nacional de Velocidad Femenino usando este avión, con una marca de 328,1 km/h.
GB-1
Versión de transporte del D17 para la Armada de los Estados Unidos. Se adquirieron diez aparatos en 1939 y otros 10 requisados entraron en servicio en la Armada.
GB-2
Versión del GB-1 con motores R-985-0 o R-985-AN-1. Se construyeron 271 ejemplares. Posteriormente 132 fueron transferidos a las USAAF como UC-43.
JB-1
Un avión C17R reconvertido a transporte ejecutivo para la Armada de los Estados Unidos.
Traveller I
Designación británica para el YC-43 de la Embajada estadounidense en Londres y los 107 UC-43 y GB-2 entregados a la Marina Real Británica.

### Selección motora
| Sufijo | Motor (configuración radial)                          | Cilindros | Potencia (hp) |
| A      | Wright R-760-E2                                       | 7         | 350           |
| B      | Jacobs L-5 (R-830-1)                                  | 7         | 285           |
| D      | Jacobs L-6 (R-915A3)                                  | 7         | 330           |
| E      | Wright R-760-E1                                       | 7         | 285           |
| F      | Wright R-1820-F11                                     | 9         | 690           |
| FS     | Wright SR-1820-F3 (sobrealimentado)                   | 9         | 710           |
| L      | Jacobs L-4 (R-755D)                                   | 7         | 225           |
| R      | Wright R-975-E2 or E3                                 | 9         | 420-450       |
| S      | P&W R-985-AN-1 or AN-3                                | 9         | 450           |
| W      | P&W R-985-SC-G (sobrealimentado y con caja reductora) | 9         | 600           |

## Operadores
Australia

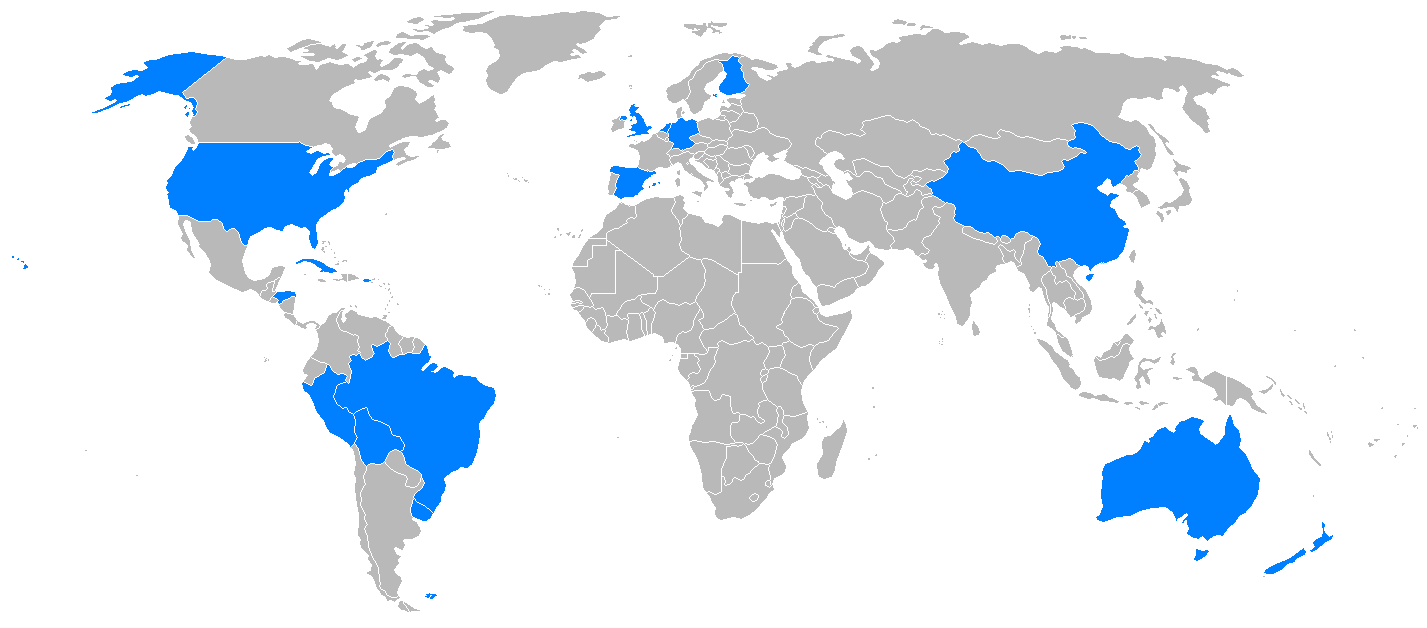
Operadores del Staggerwing.

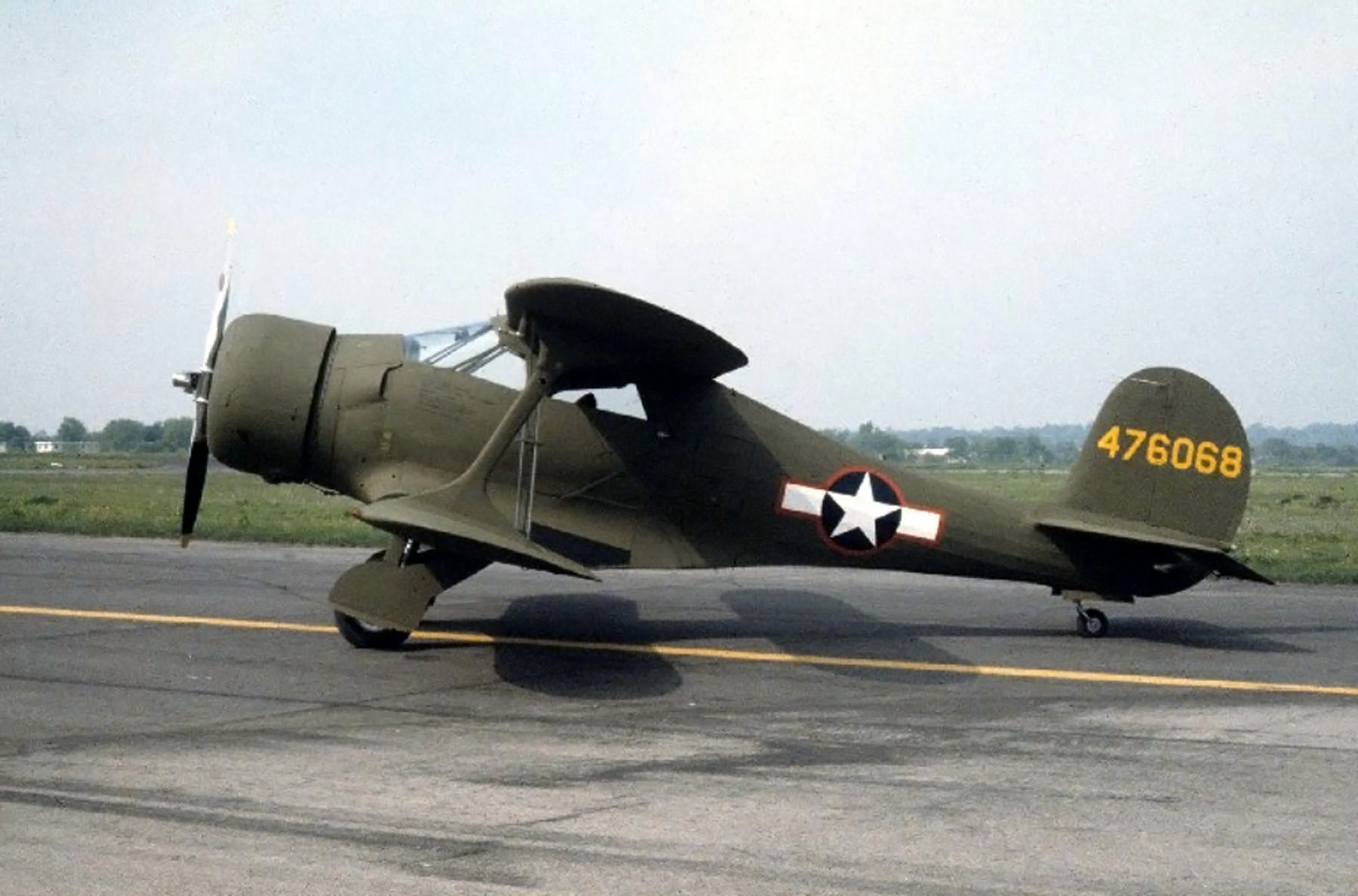
Beech UC-43 de la USAF.

- Real Fuerza Aérea Australiana: operó tres de 1941 a 1947.

 Bolivia
- Fuerza Aérea Boliviana: recibió uno en 1941.

 Brasil
- NAB – Navegação Aérea Brasileira
- Fuerza Aérea Brasileña: operó 54 de 1942 a 1960.
- Marina de Brasil: operó cuatro de 1940 a 1941.

 República de China
- Fuerza Aérea de la República de China: operó 21 de 1937 a 1945.

 Cuba
- Cuerpo de Aviación del Ejército Cubano: operó dos entre 1945 y 1958.

 España
- Fuerzas Aéreas de la República Española: operó nueve en 1936.

 Estados Unidos
- Cuerpo Aéreo del Ejército de los Estados Unidos
- Fuerzas Aéreas del Ejército de los Estados Unidos
- Armada de los Estados Unidos
- Patrulla Aérea Civil

 Etiopía
- Gobierno Etíope: operó dos de 1935 a 1936.

 Finlandia
- Fuerza Aérea Finlandesa: operó un C17L de 1940 a 1945 y un D17S de 1950 a 1958.[2]

 Honduras
- Fuerza Aérea Hondureña: operó dos de 1936 a 1958.

 Nueva Zelanda
- Real Fuerza Aérea de Nueva Zelanda
  - No. 42 Squadron RNZAF

 Países Bajos
- Servicio de Aviación Naval Holandés: uno de 1942 a 1945.

 Perú
- Fuerza Aérea del Perú: cinco de 1946 a 1958.

 Reino Unido
- Real Fuerza Aérea británica
- Marina Real Británica

 Uruguay
- Fuerza Aérea Uruguaya: operó uno de 1944 a 1962.

## Aviones en exhibición
- Beechcraft Heritage Museum en Tullahoma, Tennessee (contiene nueve ejemplares del modelo, incluyendo el prototipo).[5]
- Evergreen Aviation & Space Museum, McMinnville (Oregón).[6]
- Florida Air Museum, Lakeland (Florida).
- Frontiers of Flight Museum, Dallas Love Field, Dallas, Texas.[7]
- Legacy Flight Museum en Rexburg, Idaho.[8]
- Mid-America Air Museum en Liberal (Kansas).[9]
- Museu Aeroespacial en Río de Janeiro, Brasil.[10]
- Museum of Flying en Santa Mónica (California).
- Museo Nacional del Aire y el Espacio de Estados Unidos en Washington D. C..[11]
- National Museum of Naval Aviation en la Naval Air Station Pensacola cerca de Pensacola, Florida.[12]
- Museo Nacional de la Fuerza Aérea de Estados Unidos en la Wright-Patterson AFB (Ohio) cerca de Dayton (Ohio) (UC-43 Traveler).[13]
- Reynolds-Alberta Museum en Wetaskiwin, Alberta, Canadá.
- Yanks Air Museum en Chino (California).

## Supervivientes

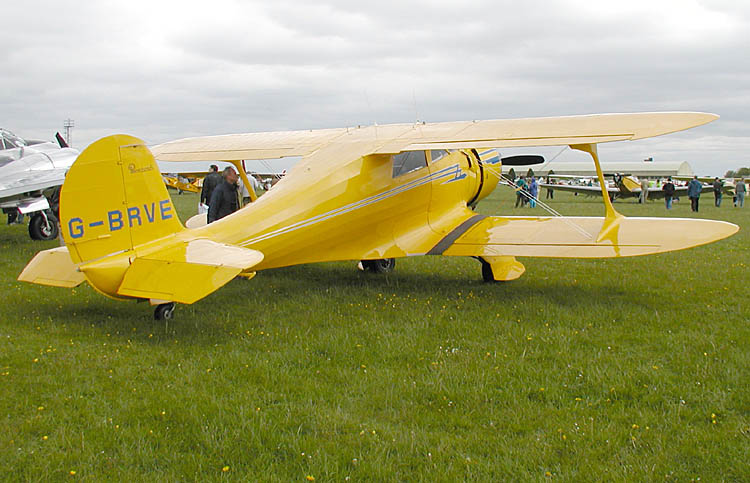
El Staggerwing de la Fighter Collection, G-BRVE, en 2003.

Muchos Staggerwing permanecen registrados en la FAA en condiciones de vuelo, o en restauración. Varias versiones militares están en exhibición.
- Beechcraft D17S CF-GKY, Vintage Wings of Canada, Aeropuerto Ejecutivo Gatineau-Ottawa, Quebec, Canadá.[14]
- Beechcraft D17S G-BRVE es propiedad de la Fighter Collection en el Reino Unido. Fue construido en 1943 como modelo GB-2 de la Armada estadounidense. Fue embarcado hacia el Reino Unido y volado por el 782 Naval Air Squadron de la Marina Real Británica como el Traveller Mk.I FT475. En la posguerra, volvió a los Estados Unidos y voló para la Fuerza Aérea antes de pasar a manos privadas. Regresó al Reino Unido en 1990 y desde entonces voló con varios propietarios bajo la matrícula británica G-BRVE.[15]
- UC-43/D-17S (4890, N51746), está en exhibición en el Yanks Air Museum en Chino (California). Fue adquirido en 1973 como primer avión de la colección.[16][17]
- UC-43 (número de serie 44-76068), está en exhibición en la Modern Flight Gallery del Museo Nacional de la Fuerza Aérea de Estados Unidos en Dayton, Ohio.
- UC-43, está en exhibición en el 1941 Historical Aircraft Group Museum en Geneseo, New York.
- N9405H, está basado en el Old Buckenham Airport.[18][19]
- Beechcraft C17B NC47024, es operado por un propietario civil del Grove City Airport en Grove City, PA. El avión está pintado con los colores y esquemas usados por Blanche Noyes y Louise Thaden en la Carrera Aérea Bendix de 1936.

## Especificaciones (Model D17S)
Referencia datos: Jane's Fighting Aircraft of World War II

### Características generales
- Tripulación: 1
- Capacidad: 3 pasajeros
- Longitud: 8,2 m (26,8 ft)
- Envergadura: 9,8 m (32 ft)
- Altura: 2,4 m (8 ft)
- Superficie alar: 27,6 m² (296,6 ft²)
- Peso vacío: 1150 kg (2534,6 lb)
- Peso cargado: 1930 kg (4253,7 lb)
- Planta motriz: 1× Motor radial Pratt & Whitney R-985-AN-1 "Wasp Junior".
  - Potencia: 340 kW (469 HP; 462 CV) a 2300 rpm.

### Rendimiento
- Velocidad máxima operativa (Vno): 341 km/h (212 MPH; 184 kt)
- Velocidad crucero (Vc): 325 km/h (202 MPH; 175 kt)
- Alcance: 1078 km (582 nmi; 670 mi)
- Techo de vuelo: 7600 m (24 934 ft)
- Régimen de ascenso: 7,6 m/s (1496 ft/min)
- Carga alar: 70 kg/m² (14,3 lb/ft²)
- Potencia/peso: 5,68 kg/kW (9,44 lb/hp)

## Aeronaves relacionadas

### Desarrollos relacionados
- Howard DGA-15
- Spartan Executive

### Secuencias de designación
- Secuencia Numérica (interna de Beechcraft): 16 - 17 - 18 - 19 - 23 →
- Secuencia C-_ (Aviones de Carga del USAAC/USAAF/USAF, 1924-1962): ← C-40 - C-41/A - C-42 - C-43 - C-44 - C-45 - C-46 →
- Secuencia J_B (Aviones Utilitarios de la Armada estadounidense, 1931-1955 (Beechcraft, 1937-1962)): JB
- Secuencia G_B (Transportes (monomotores) de la Armada estadounidense, 1939-1941 (Beechcraft, 1937-1962)): GB